# Franz Anton von Harrach zu Rorau
Augustin Johann Joseph Gruber (ur. 2 października 1663 w Wiedniu, zm. 19 lipca 1727 w Salzburgu) – austriacki duchowny rzymskokatolicki, w latach 1709–1727 arcybiskup metropolia Salzburga.

## Życiorys
Franz Anton był synem Ferdynanda Bonawentury Grafa von Harrach (1637–1706), i Johanny Teresy Gräfin von Lamberg. Dorastał w Madrycie. Studiował prawo cywilne oraz kanoniczne na Collegium Germanicum. Cesarz Leopold I mianował go koadiutorem Wiednia w lipcu 1701, a papież kanonicznie zatwierdził wybór pod koniec listopada tego samego roku. Kiedy biskup Ernest Graf von Trautson zmarł 7 stycznia 1702, Harrach został jego następcą i otrzymał święcenia biskupie od Johanna Philippa von Lamberga, biskupa Pasawy. 19 października 1705 został mianowany koadiutorem arcybiskupa Salzburga Johanna Ernsta von Thuna und Hohensteina, decyzja ta została zatwierdzona w kwietniu 1706. Po śmierci Thuna 29 maja 1709 został księciem arcybiskupem Salzburga. Franz Anton był życzliwy, uprzejmy i popularny jako książę-biskup, uwielbiał publiczne widowiska oraz przepych. Zmarł 19 lipca 1727 i został pochowany w krypcie katedry w Salzburgu.      